# Таджики в Кыргызстане
Таджики в Кыргызстане (тадж. Тоҷикон дар Қирғизистон) — одно из национальных меньшинств в Кыргызстане. Таджики занимают 7-е место по численности среди этносов Кыргызстана. По оценке на 1 января 2014 года в республике проживало около 50 тыс. таджиков, которые составляют около 1 % населения республики. Во второй половине XX века, в том числе особенно сильно за последние два десятилетия, их численность, доля и ранг в рейтинге крупнейших этносов республики существенно увеличились, в основном за счёт высокого естественного прироста.

## История
В результате национально-территориального размежевания Средней Азии (1924-1925) небольшие участки компактного проживания таджикского населения оказались в составе Кара-Киргизской АО. И соответственно, территории Восточного Памира и Джиргаталя исторически населенные преимущественно киргизами были переданы Таджикской АССР. Согласно Всесоюзной переписи населения 1926 года в Киргизской АССР таджиков было 2667 человек, большинство из которых жили в сельской местности. Для сравнения, киргизов в Таджикской АССР в том же году насчитывалось 11 440 человек. К 1939 году численность таджиков увеличилась ровно в 4 раза и составила 10 670 человек, т.е. за 13 лет таджикское население Кыргызстана выросло на 300%. Резкое увеличение численности таджикского населения в 1930-х годах произошло за счет пополнения колхозов Кыргызстана переселенцами из соседнего Таджикистана. Массовое переселение таджиков было обусловлено развитием отрасли хлопководства и увеличение площади посевов хлопчатника в Киргизской ССР. Так, занимаемая площадь посевов хлопчатника в 1940 году составляла 64 тыс. га, что в три раза превышала аналогичный показатель за 1913 год (21 тыс.га). По последней советской переписи 1989 года таджиков в Киргизской ССР было 33 518 человек. По данным Национального статистического комитета Кыргызской Республики численность таджиков на 2018 год составила 54 976.  В 1990-х годах наблюдалось снижение рождаемости среди таджиков Кыргызстана. 

## Расселение
Таджики являются жителями ряда речных долин Баткенского региона республики, оказавшись в её пределах в ходе территориального размежевания в 1930-х годах. Крупнейшим местом их концентрации является Баткенская область, где проживает свыше 45 тысяч таджиков, составляющих  около 7% населения области. В некоторых населённых пунктах страны, например, в посёлке Хайдаркан и селе Анадарак, этнические таджики составляют большинство населения. Остальные 5 000 дисперсно расселены по территории соседних Ошской и Джалал-Абадской областей республики. В Чуйской области число таджиков увеличилось с 412 человек в 1989 году до  2 600 в 2009.

## Языки
Таджики Кыргызстана традиционно многоязычны, причём их структура владения языками отличается об общекиргизской рядом особенностей: по данным переписи 1999 года, 49,0 % таджиков владело узбекским языком, 23,3% — русским, 13,8% — киргизским. Достаточно хорошее владение узбекским языком объясняется в первую очередь общностью культур, а также и тем что таджикские селения в Баткенской области Кыргызстане находятся в непосредственной близости от узбекских. Русский язык киргизские таджики используют в качестве языке межнационального общения гораздо чаще чем их собратья в Таджикистане. Таджики были единственным народом страны, кроме самих узбеков, которые заявили о столь широко распространённом владении узбекским языком. При этом почти каждый десятый таджик (8,4%) указал в качестве родного язык не своей национальности.

## Система образования
В 2020/2021 годах в Баткенской области фукционировали 3 дневных общеобразовательных школы с преподаванием только на таджикском языке. Прирост числа учащихся на таджикском языке в Кыргызстане за 10 лет (2010—2019) составил около 50%.

## Проблемы
Основной проблемой местной таджикской диаспоры, равно как и всех азиатских групп населения Киргизии, является сохранение высоких темпов естественного воспроизводства населения при острой нехватке земельных ресурсов.  Межэтнические конфликты между таджиками и киргизами в данном регионе республики советские власти фиксировали в 1982 и в 1988 гг. Затем в 1989 году конфликт перерос в межреспубликанский,  когда таджики Исфаринского эксклава Таджикской ССР вступили в противостояние с киргизами Баткенского р–на КиргССР. В 2010 году киргизско-таджикское противостояние отмечалось в пгт Хайдаркан. 29 декабря 2011 межнациональный конфликт произошел в селе Анадарак.
Кроме земельной проблемы, наблюдаются и определённые диспропорции в поддержке родного языка и образования на нём. Так, в Киргизии по состоянию на 2012 года имелось 7 школ с таджикским языком обучения для 50-тысячной диаспоры. В то же самое время в Таджикистане для этнических киргизов численностью около 65 тыс. человек функционируют 64 школы с киргизским языком обучения.

## Известные таджики Кыргызстана
- Курбанов, Мамадали Курбанович (1905—1976 годы) — заместитель председателя Совнаркома Таджикской ССР, нарком земледелия (1937 год), председатель Совета министров Таджикской ССР (1937—1946 годы), председатель Ошского областного и городского исполкомов, генеральный директор Памирского производственного автотранспортного объединения в городе Ош, депутат Верховного Совета СССР 1 и 2-го созыва.
- Раимжанов, Абдухалим Раимжанович (род.1943, село Уч-Коргон, Баткенская область) — советский, киргизский гематолог; доктор медицинских наук, профессор, основатель гематологической службы Кыргызской Республики, создатель Кыргызского Научного Центра гематологии, заслуженный врач Киргизской ССР, заслуженный деятель науки Кыргызской Республики, академик НАН КР.
- Курбанов Серго-Шахзада Мамадалиевич (родился в 1964 году в городе Ош, по матери является узбеком) — заместитель генерального директора Уральского горно-металлургического комбината, совладелец ООО «Транс Атлантик Групп».
- Сабиров Равшан (род.1970г.)вице-премьер-министр Кыргызстана.